# Helen Velando
Helen Velando (née à Montevideo le 3 décembre 1961) est une actrice et une écrivaine de littérature d'enfance et de jeunesse uruguayenne.
Elle a reçu de nombreux prix pour ses publications. Elle a aussi écrit des pièces. Son œuvre écrite est destiné aux enfants et aux jeunes afin d'encourager la lecture.

## Œuvres
- Las increíbles historias de Superma-pupu, una pulga diferente (1993)
- Una pulga interplanetaria (1995)
- Cuentos de otras lunas (1996)
- Detectives en el Parque Rodó (1999)
- Misterio en el Cabo Polonio (2001)
- Detectives en el Cementerio Central (2002)
- Fantasmas en la Sierra de las Ánimas (2002)
- Los cazaventuras 1, 2 et 3 (2003, 2004, 2005)
- Memorias de una gripe (2005)
- Piratas del Santa Lucia (2005)
- Cazaventura y el Tesoro de las Guayanas (2006)